# Elisabeth Harnois

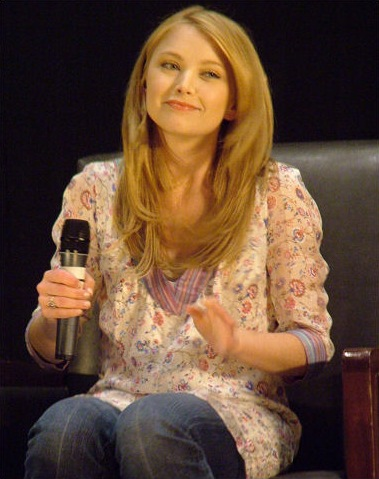
Elisabeth Harnois (2006)

Elisabeth Rose Harnois (* 26. Mai 1979 in Detroit, Michigan) ist eine US-amerikanische Schauspielerin, die bei zahlreichen Hollywood-Produktionen auch in Hauptrollen mitgewirkt hat.

## Leben
Elisabeth Harnois wurde im Mai 1979 in Detroit im US-Bundesstaat Michigan geboren und zog mit ihren Eltern im Alter von zwei Jahren nach Los Angeles. Dort begann sie bereits als sie drei war mit der Schauspielerei und hatte mit fünf ihre erste Rolle im Film Wenn Träume wahr wären. Nach einigen Auftritten in Werbespots erhielt sie die Hauptrolle der Alice in der Disney-Fernsehserie Adventures in Wonderland, wo sie in vier Jahren in über 100 Episoden auftrat. Nach einigen Gastrollen in weiteren Serien, unter anderem in Der Prinz von Bel-Air und Auf schlimmer und ewig, bekam sie 1998 ihre erste Spielfilm-Hauptrolle in der Disneyproduktion Präsidententöchter küßt man nicht. 2001 schloss sie ihr Filmstudium an der Wesleyan University ab. Seit dieser Zeit spielte sie in mehreren großen Hollywood-Produktionen mit, darunter die Doppel-Hauptrolle als Megan und Sophie im Horror-Thriller Solstice des Regisseurs Daniel Myrick. 2010 war sie in einer Hauptrolle in der CBS-Krankenhausserie Miami Medical zu sehen. Als nächstes großes Engagement wurde Harnois, nachdem sie schon einige Gastauftritten in CSI: Den Tätern auf der Spur absolviert hatte, seit September 2011 in die Stammbesetzung der Kriminalserie aufgenommen.

## Filmografie (Auswahl)
- 1985: Wenn Träume wahr wären (One Magic Christmas)
- 1986: Grenzenloses Leid einer Mutter (Where Are the Children?)
- 1987: Ein Engel auf Erden (Highway to Heaven, Fernsehserie, 2 Episoden)
- 1987: Die Schöne und das Biest (Beauty and the Beast, Fernsehserie, Episode 1x10)
- 1990: Timeless Tales from Hallmark (Fernsehserie, 6 Episoden)
- 1990: Potsworth & Co. (Fernsehserie, 13 Episoden, Stimme)
- 1991–1995: Adventures in Wonderland (Fernsehserie, 100 Episoden)
- 1993: Der Prinz von Bel-Air (The Fresh Prince of Bel-Air, Fernsehserie, Episode 4x06)
- 1995: Das Leben und Ich (Boy Meets World, Fernsehserie, Episode 3x09)
- 1995–1996: Auf schlimmer und ewig (Unhappily Ever After, Fernsehserie, 3 Episoden)
- 1996: Starship Osiris (The Warlord: Battle for the Galaxy, Fernsehfilm)
- 1997: Brotherly Love (Fernsehserie, Episode 2x14)
- 1998: Präsidententöchter küßt man nicht (My Date with the President’s Daughter, Fernsehfilm)
- 1999: Ein Trio zum Anbeißen (Two Guys, a Girl and a Pizza Place, Fernsehserie, Episode 3x02)
- 2000: Charmed – Zauberhafte Hexen (Charmed, Fernsehserie, Episode 3x02)
- 2002: Swimming Upstream
- 2005: High School Confidential (Pretty Persuasion)
- 2005: Strangers with Candy
- 2005: Criminal Minds (Fernsehserie, Episode 1x05)
- 2005–2006: Point Pleasant (Fernsehserie, 13 Episoden)
- 2006: CSI: Miami (Fernsehserie, Episode 5x08)
- 2006–2007: One Tree Hill (Fernsehserie, 6 Episoden)
- 2007: Ten Inch Hero
- 2008: Keith
- 2008: Solstice
- 2008: Without a Trace – Spurlos verschwunden (Without a Trace, Fernsehserie, 2 Episoden)
- 2008–2009: 90210 (Fernsehserie, 2 Episoden)
- 2010: Milo und Mars (Mars Needs Moms)
- 2010: Miami Medical (Fernsehserie, 13 Episoden)
- 2011–2015: CSI: Vegas (CSI: Crime Scene Investigation, Fernsehserie, 87 Folgen)
- 2013: Riddle – Jede Stadt hat ihr tödliches Geheimnis (Riddle)
- 2014: Weihnachtszauber – Ein Kuss kommt selten allein	(A Christmas Kiss II)
- 2015: CSI: Immortality (Fernsehfilm)
- 2017: My Baby Is Gone! (Fernsehfilm)
- 2018: Twisted (Fernsehfilm)
- 2018: Christmas Cupid’s Arrow (Fernsehfilm)
- 2018: The Work Wife
- 2019: Skin in the Game
- 2019: Weihnachten in Wien (Fernsehfilm, Best Christmas Ball Ever!)